# Mazda wankelmotor
Mazda 13b är en 2-skivig wankelmotor, finns bland annat i Mazda RX-7 och Eunos Cosmo.
Mazda 20b, en 3-skivig wankelmotor utvecklad för Eunos Cosmo. Producerar 280 hästkrafter, men kan uppgraderas till betydligt högre. Denna motor är även populär som motor till hemmabyggda flygplan, då den är relativt billig i inköp, lätt och vissa delar kan tas ifrån vanligare 13b motorn.